# Gabrielle Roy
Gabrielle Roy, po mężu Carbotte (ur. 22 marca 1909 w Saint Boniface w Manitoba, zm. 13 lipca 1983 w Québecu) – kanadyjska pisarka francuskojęzyczna.

## Życiorys
W 1929 została nauczycielką w szkole, w latach 1937-1939 studiowała w Europie, po powrocie do Kanady zamieszkała w Montrealu, gdzie pracowała jako dziennikarka w pismach La Revue Moderne i Le Bulletin des agriculteurs. W 1945 opublikowała powieść z życia rodziny robotniczej z Montrealu Bonheur d’occasion, która przyniosła jej rozgłos. W powieści Alexandre Chenevert z 1954 podejmowała tematykę wielkomiejską, a powieści La petite poule d’eau (1950), Ces enfants de ma vie (1977) i La détresse et l’enchantement (1984) opierały się na biografii autorki. W 1947 została członkinią Towarzystwa Królewskiego Kanady. Otrzymała najwyższe nagrody literackie – m.in. trzykrotnie Governor General’s Award (1947, 1957 i 1978), Prix Duvernay (1956) i Prix David (1971). Została odznaczona Orderem Kanady (1967).